# Sarah Hammer
Sarah Kathryn Hammer (nascida em 18 de agosto de 1983) é uma ciclista profissional estadunidense. Hammer competiu nos Jogos Pan-Americanos de 2015.